# Kyyinka
Kyyinka (ucraniano: Киїнка) es un municipio rural de Ucrania perteneciente al raión de Chernígov de la óblast de Chernígov.
En 2020, el territorio del actual municipio tenía una población de unos cinco mil habitantes, de los que la mitad vivían en el propio pueblo de Kyyinka y el resto repartidos en cinco pedanías. El municipio se formó en 2018 mediante la fusión de los consejos rurales de Kyyinka (con las pedanías Hushchyn y Zhávynka), Trysviatska Slobodá (con la pedanía Pavlivka) y Shestovytsia.
El pueblo fue fundado en el siglo XVII en una finca rústica de la ciudad de Chernígov y sus fundadores fueron monjes de la Orden de Predicadores que tenían un monasterio en dicha ciudad. En el siglo XIX, el pueblo pertenecía a la vólost de Kozel del uyezd de Chernígov de la gobernación de Chernígov.
A pesar de considerarse un municipio rural, actualmente está formado por áreas de la periferia suroccidental de la capital regional Chernígov. El casco urbano de Kyynka está delimitado al oeste por la circunvalación occidental que forma en Chernígov la autovía E95, que une Kiev con el este de Bielorrusia. Kyyinka es el punto del que salen de Chernígov las carreteras secundarias R56, que al oeste lleva a Chernóbil atravesando territorio bielorruso, y R69, que al suroeste lleva hasta Kiev siguiendo la orilla occidental del río Desná.
Por su ubicación estratégica en las afueras de Chernígov, el municipio fue gravemente bombardeado por los rusos en 2022, al comenzar la invasión rusa de Ucrania. Más de mil quinientas viviendas resultaron dañadas, incluyendo ochenta completamente destruidas, y el área quedó durante un tiempo sin suministro de agua potable.